# Parque nacional Bosque Tuart
El Parque Nacional Bosque Tuart (Tuart Forest National Park) es un parque nacional en Australia Occidental, ubicado a 183 km al sur de Perth.

## Datos
- Área: 20 km²;
- Tiene muchas plantas
- Coordenadas: 33°33′07″S 115°30′43″E / -33.55194, 115.51194
- Fecha de Creación: 1987
- Administración: Departamento de Conservación y tierras de Australia Occidental
- Categoría IUCN: II

Véase también:
- Zonas protegidas de Australia Occidental
- Tuart

- Datos: Q1127232
- Multimedia: Tuart Forest National Park / Q1127232